# Cô Sao
Cô Sao (tên tiếng Anh: Miss Sao) là một vở opera của Đỗ Nhuận. Đây là vở nhạc kịch đầu tiên của nền âm nhạc Việt Nam, cũng là một trong những tác phẩm tiêu biểu nhất của Đỗ Nhuận. Vở nhạc kịch được sáng tác vào đầu thập niên 1960 trong khi Đỗ Nhuận đang theo học tại Nhạc viện Tchaikovsky, sau đó được công diễn lần đầu năm 1965 với Võ Bài đảm nhiệm vai trò đạo diễn.
Cô Sao có nội dung nói về một cô gái tên A Sao thuộc dân tộc Thái, một dân tộc thiểu số tại Việt Nam. Cô mồ côi cha mẹ nên sớm bị chế độ phong kiến ruồng bỏ, làm ô nhục. A Sao còn bị vu khống là có ma cà rồng trong người nên cô bị ép phải sống trong rừng. Tại đây, cô gặp Hà và Vân, là những chiến sĩ giúp A Sao có được ánh sáng và lý tưởng cách mạng.
Trải qua 2 lần công diễn và dàn dựng, Cô Sao bị thất lạc bản tổng phổ và được con trai Đỗ Nhuận là Đỗ Hồng Quân lên kế hoạch phục dựng. Sau gần 40 năm kể từ lần công diễn thứ hai, Cô Sao đã được dàn dựng lại nhân kỷ niệm 90 năm ngày sinh của Đỗ Nhuận vào năm 2012. Với việc phục dựng và công diễn lần thứ 3, Cô Sao mang nhiều ý nghĩa với nền âm nhạc Việt Nam khi lần đầu có số lượng lớn người dân nơi đây được xem một loại hình nghệ thuật có tính chất quốc tế như opera. Những khúc aria trong vở nhạc kịch này luôn được xem là "những thử thách" với các giọng ca opera tại Việt Nam qua nhiều thế hệ.

## Lịch sử

### Bối cảnh
Theo nhạc sĩ Đỗ Hồng Quân, Chủ tịch Hội Nhạc sĩ Việt Nam và cũng là con trai của Đỗ Nhuận, Cô Sao được cha ông dự định sáng tác trong thời gian bản thân bị thực dân Pháp giam cầm tại nhà tù Sơn La khoảng những năm 1941 đến 1943. Tuy vậy, mãi đến những năm đầu thập niên 1960, Đỗ Nhuận mới thực sự sáng tác Cô Sao trong khi ông đang theo học tại Nhạc viện Tchaikovsky, Liên Xô. Tác phẩm được công diễn lần đầu tại Nhà hát Lớn Hà Nội trong dịp kỷ niệm 20 năm Quốc khánh nước Việt Nam Dân chủ Cộng hòa và nhận được sự đón nhận từ công chúng. Cô Sao được Nhà hát Giao hưởng nhạc vũ kịch Việt Nam dàn dựng lần đầu vào năm 1965. Buổi công diễn năm 1965 của vở kịch có sự tham gia của những giọng ca opera hàng đầu của Việt Nam lúc bấy giờ: Ngọc Dậu, Kim Định, Quý Dương, Quang Hưng, Tâm Trừng, Lê Gia Hội, Quốc Trụ, Trung Kiên. Vở nhạc kịch cũng được biểu diễn với quy mô rất đồ sộ bằng 150 nhạc công. Bên cạnh đó, nghệ sĩ nhân dân Lê Dung cũng là người thể hiện vở nhạc kịch một cách "thành công". Đến năm 1976, vở opera công diễn lần thứ hai và được đổi tên thành A Sao.
Trong lần công diễn đầu, vai trò đạo diễn của tác phẩm do Võ Bài đảm nhiệm, còn lần tái công diễn là đạo diễn Văn Hà. Lần thứ hai công diễn đồng thời cũng được lưu diễn ở các tỉnh thành phố khác tại Việt Nam như Nam Định, Hải Phòng, Quảng Ninh. Một số aria trích trong các vở nhạc kịch còn được thu thanh và phát trên sóng Đài Tiếng nói Việt Nam, được nhiều thế hệ nghệ sĩ Việt Nam biểu diễn ở trong nước quốc tế. Tính đến năm 2000, một số tiết mục nằm trong vở nhạc kịch đã được biểu diễn trên 100 lần, là một kỷ lục với một vở diễn sân khấu hiện đại cũng như kịch hát mới tại Việt Nam.

### Thất lạc và phục dựng
Thời gian sau, vì nhiều lý do khách quan, nguyên bản bản thảo sáng tác của nhạc sĩ Đỗ Nhuận đã bị thất lạc. Đỗ Hồng Quân cho biết, ông phải phục dựng tác phẩm gần như từ đầu. Ông đã than thở rằng do công tác lưu trữ không tốt nên bản tổng phổ Cô Sao đã thất lạc, nên việc phục dựng "gần như là rất khó". Trong khi đó, bản ghi âm hiện cũng chỉ còn lại vài aria. Trong quá trình nỗ lực tìm kiếm, Đỗ Hồng Quân đã phát hiện ra bản nháp bằng bút chì chép tay của cha mình năm 1960. Ông đã cùng với nhạc sĩ Phan Anh tiến hành khôi phục lại toàn bộ bản tổng phổ của Cô Sao từ bản chép tay trên cơ sở đối chiếu với những gì còn sót lại. Đỗ Hồng Quân đã gặp các nghệ sĩ năm xưa từng biểu diễn để xin lại từng bản tổng phổ những tiết mục mà họ đã tham gia. Sau hơn một năm, ông đã khôi phục lại 1.000 bản tổng phổ từ những bản sáng tác viết tay của cha mình. Ông cũng cho biên tập, bổ sung phối khí cho tác phẩm. Một vài cộng sự khác cùng tham gia và hoàn thành tổng phổ được như vốn có sau khi so sánh, đối chiếu, sưu tầm với những tư liệu cũ. Sau khi đọc lại tư liệu, Đỗ Hồng Quân đã biên tập, chỉnh lý, bổ sung nâng cao để trình diễn bằng một bản diễn mới chứ không lặp lại lối diễn của hai lần đầu. Trong khi đó, theo phản ánh của những người đã được xem bản dựng đầu tiên vào năm 1965, bản tổng phổ mới "không trung thành" với nguyên gốc chép tay, họ cho rằng nhiều đoạn bản gốc chuyển đoạn không hợp lý, những nốt nhạc "chưa hay", kết thúc còn "dài dòng". Do đó, riêng phần âm nhạc lần phục dựng này sẽ có sự phối khí lại, phối mới hoặc ở những phần quan trọng của tác phẩm được phát triển mở rộng. Tuy nhiên, tác phẩm sẽ mang tính tôn trọng nguyên bản nên những đường nét chính ở kịch bản gốc sẽ không được thay đổi.

### Tái công diễn
Sau gần 40 năm kể từ lần công diễn thứ hai, Cô Sao được dàn dựng lại nhân kỷ niệm 90 năm ngày sinh của Đỗ Nhuận. Hội Nhạc sĩ Việt Nam cùng Dàn nhạc Giao hưởng Việt Nam, Nhà hát Nhạc vũ kịch Việt Nam sẽ dàn dựng mới công trình này. Cuối năm 2012, nhạc kịch Cô Sao được công diễn tại Nhà hát Lớn Hà Nội, sau đó ở các tỉnh Vĩnh Phúc, Sơn La, Thanh Hóa với một đội ngũ dàn dựng các nghệ sĩ của Nhà hát Nhạc vũ kịch như Phạm Anh Phương, Hà Phạm Thăng Long, Mạnh Dũng, Mạnh Đức, Huy Đức, Vành Khuyên, Mạnh Chung... Các họa sĩ thiết kế mỹ thuật là Hoàng Hà Tùng và Nguyễn Sơn.
Đầu năm 2014, vở nhạc kịch đã hoàn thành được nguyện vọng của nhạc sĩ Đỗ Nhuận là tổ chức công diễn ở Sơn La vào dịp kỷ niệm 60 năm Việt Nam thắng trận trong chiến dịch Điện Biên Phủ. Đỗ Hồng Quân cho biết, để đưa được vở diễn lên Sơn La đã "gặp rất nhiều khó khăn, đặc biệt là về cơ sở vật chất và kinh tế". Sơn La thời điểm này không có nhà hát nào đủ tiêu chuẩn mà chỉ có một hội trường với sức chứa khoảng 500 ghế ngồi. Do đó, đoàn diễn đã phải rút gọn lại từ khâu trang trí, hệ thống ánh sáng, cải tạo sân khấu đến dàn nhạc và số lượng diễn viên, từ 150 diễn viên đã phải giảm xuống 80, đồng thời phải điều chỉnh lại tất cả về nghệ thuật, từ dàn hợp xướng đến dàn nhạc và nhạc cụ.

## Nội dung chính
Vở kịch có nội dung xoay quanh A Sao, một cô gái dân tộc Thái trẻ tuổi, mồ côi cha mẹ từ sớm. Cô lớn lên ở vùng núi Tây Bắc những năm trước Cách mạng tháng Tám năm 1945. A Sao bị xã hội thực dân phong kiến ruồng bỏ và làm ô nhục. Không lôi kéo được, A Sao đã bị vu khống rằng cô có ma cà rồng trong người và bị ép phải sống trong rừng cách xa bản mường. Ở khu rừng gần nhà tù Sơn La, Sao đã gặp Hà – một chiến sĩ cộng sản bị tù đày và Vân – một cán bộ đang hoạt động cách mạng bí mật. Nhờ đó, A Sao được chạy ra vùng giải phóng. Cách mạng Tháng Tám thành công, Sao gặp lại Hà bên cây đào Tô Hiệu. Đây cũng là thời điểm Pháp đánh chiếm Nam Bộ. Họ gặp nhau rồi chia tay nhau, nhưng là để cùng bước chung trên con đường "lý tưởng của cách mạng".

## Các màn
Cô Sao là tác phẩm lớn với khoảng 3 màn, 3 cảnh và 36 tiết mục.

### Màn 1
Bao gồm phần mở đầu tới tiết mục 15. Sao là cô gái dân tộc Thái mồ côi cha mẹ từ nhỏ, vì số phận dân làng ruồng rẫy nên phải xa lánh làng xóm sống trong rừng. Vân là một cán bộ liên lạc cách mạng đang bị truy đuổi được Sao cho trốn trong nhà rồi tìm cách đánh lừa Xái, Nộ (hai tay sai của mụ Sứ) nhằm cứu Vân thoát nạn. Sao tỏ ra đau khổ và tủi nhục vì bị dân làng nghi là ma cà rồng rồi ruồng bỏ, xa lánh. Được Vân và Hà (cũng là chiến sĩ cách mạng) giúp đỡ, Sao dần lấy niềm tin vào chính bản thân mình và cuộc sống tươi đẹp để vực dậy, nhưng một lần nữa số phận không buông tha cho cô. Cô bị bắt cóc và tống vào đội gái xòe, trở thành nô lệ cho nhà mụ Ba quan tri châu Đèo Văn Hung.

### Màn 2
Bao gồm từ tiết mục 16 đến 25. Cảnh tượng hiện lên từng tốp người Thái, người H'Mông, Khơ Mú rác rưới, mệt nhọc gùi từng bị thóc, ngô, da hổ, sừng hươu vào dinh quan châu nộp sưu, nộp thuế cho tên tri huyện Đèo Văn Hung tàn ác, hống hách. Cụ Sình là một cụ già người H'Mông đến nộp quan hai bàn tay trắng, lập tức bị tên quan châu sai lính đánh đập và bắt giam. Thân phận các cô gái xòe cũng vô cùng cực khổ, phải múa hát mua vui cho tầng lớp thống trị dưới đòn roi vọt. Sao may mắn được cụ Sình cứu thoát khỏi nhà mụ Ba và được đưa về căn cứ cách mạng. Tháng 3 năm 1945, sau sự kiện Nhật đảo chính Pháp, nhiều tù nhân chính trị ở Sơn La tổ chức vượt ngục và cùng nhân dân trong vùng đấu tranh giành lại chính quyền.

### Màn 3
Bao gồm từ tiết mục 26 đến hết. Mùa xuân năm 1946, một ngày hội mừng chiến thắng của nhân dân các dân tộc trong vùng diễn ra gần nhà tù Sơn La. Sao, cụ Sình, On và Hà cùng nhiều nam thanh nữ tú của địa phương gặp nhau tại đây. Họ nhớ lại những kỷ niệm xưa, mừng đất nước đổi mới. Sao, Hà và Vân chuẩn bị lên đường Nam tiến cho cuộc chiến tranh.

## Sáng tác
Khi học viết nhạc kịch ở Liên Xô, Cô Sao được Đỗ Nhuận lấy cảm hứng từ câu thơ "Trên đời ngàn vạn điều cay đắng, Cay đắng chi bằng mất tự do" của Hồ Chí Minh để làm tư tưởng chính của vở nhạc kịch. Đến khi về nước, ông gấp rút hoàn thành vở nhạc kịch. Trong vài tháng, Đỗ Nhuận làm việc với các cộng sự từ chỉ đạo nghệ thuật Phạm Ngọc Lê đến đạo diễn Võ Bài, nhạc sĩ dựng dàn nhạc Trần Quý đến nhạc sĩ dựng hợp xướng Đỗ Dũng và biên đạo múa Thái Ly. Vở diễn còn là kỷ niệm giữa ông và Thái Ly – một kỷ niệm nghệ thuật cuối cùng của họ tại miền Bắc Việt Nam. Sau khi Cô Sao công diễn ngày 9 tháng 9 năm 1965, vài tháng sau, Thái Ly vượt đường Trường Sơn vào chiến trường miền Nam. Ngoài việc là tác giả của ca từ, kịch bản, Đỗ Nhuận còn vẽ phác thảo bằng bút chì một số cảnh trong vở nhạc kịch và vẽ chân dung các nhân vật chính theo cách nghĩ của ông.

### Âm nhạc và nhân vật
Trong vở nhạc kịch này, ngoài hình thức ouverture được thay bằng đọc thơ và hợp xướng kết hợp dàn nhạc giao hưởng đệm, Đỗ Nhuận đã sử dụng các hình thức cấu trúc âm nhạc cơ bản của opera nguyên gốc châu Âu như aria, song ca, tam ca, tứ ca và hợp xướng. Riêng về hát nói, ông căn cứ theo ngữ điệu tiếng Việt và các hình thức kể, nói lối, đọc thơ trong âm nhạc dân tộc để xử lý các tình huống âm nhạc khác nhau. Nhân vật A Sao là nhân vật trung tâm với tuyến nhạc trữ tình, được phát triển trên 2 đường nét giai điệu chính, gọi là chủ đề "tự do" và chủ đề "tình yêu". Hai chủ đề âm nhạc này được sử dụng theo âm điệu ngũ cung đi theo nhân vật A Sao xuyên suốt vở kịch. Hai chủ đề "tự do" và "tình yêu" xuất hiện lần đầu trong aria của Sao, gần như được giữ nguyên dạng, chỉ dịch giọng sang điệu khác mỗi khi trở lại trong song ca, tam ca. Chúng còn được ghép nối với nhau thành aria mới của nhân vật chính.
Để diễn tả tâm trạng bất an của Sao, Đỗ Nhuận sử dụng lối kết hợp các điệu thức ngũ cung khác nhau, không đơn giản theo chiều ngang như các ca khúc đơn thuần của ông mà lần này, ông lồng chúng vào nhau. Giai điệu tuy nhiều biến âm nhưng vẫn có âm hưởng của ngũ cung nhờ sự trộn lẫn hai điệu thức năm âm không bán âm. Gắn với tuyến trữ tình của Sao còn có một chuỗi những tiết mục diễn ra trong hoạt cảnh giấc mơ của cô, trong đó âm nhạc được hình thành chủ yếu trên những điệu dân ca Thái. Điệu "Xoè hoa" được giữ nguyên dạng trong bài hát ngắm sao ở phân đoạn hồi tưởng tuổi thơ của nhân vật A Sao. Bài hát này được mở rộng cường độ thành âm thanh đêm hội và nguyên gốc điệu xoè Thái lại được sử dụng làm nhạc nền cho điệu múa trong mơ. Giấc mơ kết thúc ở cảnh A Sao cùng người yêu nhảy múa trên điệu nhạc "Inh lả ơi".
Chủ đề cách mạng giải phóng con người được thể hiện rõ ràng nhất qua tuyến âm nhạc thứ 2 với âm điệu trầm hùng, diễn tả hình ảnh những người tù cách mạng, đại diện là người yêu của A Sao - nhân vật Hà. Theo nhà phê bình âm nhạc Nguyễn Thị Minh Châu, nhân vật Hà lấy nguyên mẫu từ chính Đỗ Nhuận, còn cảnh tù đày ở nhà tù Sơn La lấy từ chính kí ức của ông. Qua đó, trong tiếng hát đoàn tù cũng có sự chuyển biến như sự chuyển biến trong sáng tác ca khúc của Đỗ Nhuận. Ông sử dụng từ nét nhạc mang tính "uất hận" với mô típ quen thuộc là Fa♯ – Mi♯ – Rê trong các ca khúc thập niên 1940 của ông cho đến tính chất "chắc khoẻ, tự tin và dân dã" trong âm điệu ngũ cung.
Nếu như tuyến âm nhạc thứ nhất chủ yếu dựa vào chất liệu âm nhạc dân gian vùng Tây Bắc Việt Nam, tuyến âm nhạc thứ hai gần với âm điệu dân ca của dân tộc Kinh thì tuyến âm nhạc thứ ba tạo hình ảnh âm nhạc đối lập bằng một âm điệu "lai căng, méo mó, đôi khi hài hước". Ông sử dụng kèn phương Tây để miêu tả vũ điệu ma quỷ và điệu hát của những nhân vật phản diện trong vở kịch. Đoạn hát nói "Nó là con gái/Có ma cà rồng..." là một đoạn hát nói trên tiết tấu thơ bốn chữ của tên tay sai đã sử dụng một cách hiệu quả lối hát nói của thể loại nhạc Chèo. Nhân vật Tri châu Đèo Văn Hung trong vở nhạc kịch cũng được sử dụng một bài ca với lời mang tính chất huênh hoang, bắt nguồn từ lối nói vần quảng cáo của những người rao bán thuốc rong trên tàu xe. Nhân vật mụ Ba, vốn trong vở nhạc kịch là một Me Tây cũng được Đỗ Nhuận gán cho điệu nhạc vừa giả nhân từ "A di đà Phật" trên nét nhạc méo mó lại vừa châm biếm trong lối nói vần hát vần dân gian của Việt Nam.
Đỗ Nhuận đã tiếp nhận kĩ thuật sáng tác opera từ phương Tây khi sử dụng hình thức phức điệu fugue bốn bè trên hai chủ đè ở dàn nhạc để diễn tả nỗi buồn của nhân vật A Sao và fugue bốn bè trên mô típ "trầm hùng" trong cảnh đoàn tù lao động khổ sai. Ông đã không bỏ qua các thủ pháp phức điệu như co giãn chủ đề, nhưng chủ yếu vẫn hướng tới lối phát triển tự do và lược giản mà không sắp đặt theo kĩ thuật phức tạp, nặng nề. Tính đơn giản của vở nhạc kịch cũng được thể hiện trong cấu trúc của các aria, arioso, song tấu, tam tấu và hợp xướng. Cách tư duy theo ngôn ngữ ca khúc được duy trì không chỉ trong những hình thức thanh nhạc một bè và nhiều bè mà còn cả trong phần khí nhạc.

## Đánh giá
Cô Sao được viết theo quy chuẩn của nhạc kịch quốc tế với giọng hát theo lối bel canto, hợp xướng, dàn nhạc giao hưởng và múa ballet. Ngoài ý nghĩa về lịch sử, nghệ thuật, điểm đặc biệt của vở nhạc kịch này là từ cốt truyện, kịch bản, ca từ, âm nhạc, tổng phổ đều do nhạc sĩ Đỗ Nhuận sáng tác. Cô Sao tổng hợp được cả 3 phong cách âm nhạc của Đỗ Nhuận, đó là tuyến nhạc trữ tình, trầm hùng và hài hước. Cô Sao cùng Người tạc tượng đã góp phần khẳng định được vị thế quan trọng của Đỗ Nhuận trong lĩnh vực nhạc kịch của Việt Nam. Theo một nhận định, xét về giá trị nghệ thuật, tổng thể của vở nhạc kịch tuy còn biểu hiện "nặng đầu nhẹ đuôi" nhưng vẫn có thể coi đây là một sản phẩm nghiêm túc, nhiều tìm tòi sáng tạo trong việc vận dụng ngôn ngữ âm nhạc theo hướng dân tộc, là thành công đầu tiên của thể loại opera tại Việt Nam.
Honna Tetsuji
Những đoạn hát vần nói vần trên âm hình tiết tấu đã cho thấy khả năng của Đỗ Nhuận trong việc đặt vè. Sự tìm tòi trong phương hướng "dân tộc hoá" ngôn ngữ nhạc giao hưởng của vở nhạc kịch chủ yếu nằm ở cách chồng âm theo các quãng 2, 4 và 5 để có được phần đệm phù hợp cho giai điệu lấy nguyên gốc từ dân ca. Điều này giúp tác phẩm tăng thêm tính phổ cập cho vở diễn trước đối tượng quần chúng Việt Nam đương thời còn xa lạ với hình thức nhạc kịch, nhưng cũng làm giảm đi nhiều cơ hội phát triển sự kịch tính bằng những cao trào âm nhạc bề thế, huy hoàng cần có được trong vở nhạc kịch.
Nghệ sĩ ưu tú Hà Phạm Thăng Long, người đảm nhận vai diễn nhân vật A Sao vào buổi công diễn năm 2012 đã nhận xét vở nhạc kịch đúng với tiêu chuẩn của một vở opera thông thường. Cô cho biết bản thân hát rất cao: "Để hát đến nốt Si bằng tiếng Việt - với âm đóng - là rất khó khăn". Theo một bài báo phân tích trên tạp chí "Văn hoá Nghệ thuật" số 473, trích đoạn "Em nghĩ sao không ra" là một aria mang nhiều kịch tính, trữ tình và khó thể hiện, đòi hỏi người hát phải có một cột hơi vững chắc, âm thanh ổn định, biết tiết chế cảm xúc. Thuật ngữ bel canto đã tồn tại và phát triển song hành cùng sân khấu opera cổ điển phương Tây qua nhiều thế kỷ, nhưng cũng đã du nhập vào Việt Nam song song với sự ra đời của opera tại quốc gia này. Theo tác giả Trần Thị Ngọc Lan, việc đưa kỹ thuật hát của một ngôn ngữ hoàn toàn khác vào tiếng Việt (vốn là ngôn ngữ đơn âm tiết) là một quá trình đòi hỏi nhiều "công phu, say mê và sáng tạo". Để phát âm tiếng Việt tốt đối với giọng nữ của vở nhạc kịch, người hát cần chuẩn bị tốt việc xử lý ngôn ngữ, luyến láy, những âm đệm trong lối hát dân ca và nhạc cổ truyền, các giai điệu mang âm hưởng dân tộc có trong tác phẩm.

## Di sản
Cô Sao được coi là tác phẩm opera (nhạc kịch) đầu tiên của Việt Nam, đồng thời cũng là sáng tác nổi bật nhất trong sự nghiệp âm nhạc của Đỗ Nhuận. Tác phẩm đã đánh dấu việc xuất hiện của nhạc kịch Việt Nam. Đây cũng là tác phẩm đặt nền móng cho nhạc kịch tại Việt Nam với tư cách là một tác phẩm âm nhạc kinh điển của nền âm nhạc nước này. Việc tái hiện và phục dựng Cô Sao mang nhiều ý nghĩa với nền âm nhạc nước này khi lần đầu người dân Việt Nam được xem một loại hình nghệ thuật có tính chất quốc tế như opera. Nghệ sĩ nhân dân Trần Minh Ngọc cho biết kể từ sau khi Cô Sao được dàn dựng và công diễn lần đầu, nhạc kịch Việt đã có những bước chuyển mình trong hơn nửa thế kỷ qua.
Theo báo VnExpress, Cô Sao giống như một lời tri ân tới nhiều thế hệ người Việt Nam biết trân trọng âm nhạc hàn lâm. Những khúc aria trong vở nhạc kịch này cũng luôn là những thử thách với các giọng ca opera hàng đầu Việt Nam qua nhiều thế hệ. Báo Nhân Dân cho rằng vở nhạc kịch là di sản của dân tộc Việt Nam để tự hào với thế giới. Theo nhạc sĩ Đỗ Hồng Quân, thông qua Cô Sao, khán giả có thể tiếp nhận và hiểu được một loại hình âm nhạc hoàn toàn xa lạ. Năm 2015, đạo diễn Huyền Nga là người đưa vở nhạc kịch Cô Sao tham gia cuộc thi nghệ thuật Ca múa nhạc toàn quốc và đoạt giải đặc biệt, đồng thời nhận thêm 2 Huy chương Vàng, 2 Huy chương Bạc cho cá nhân các nghệ sĩ tham gia.